# Кембридж, Фредерик

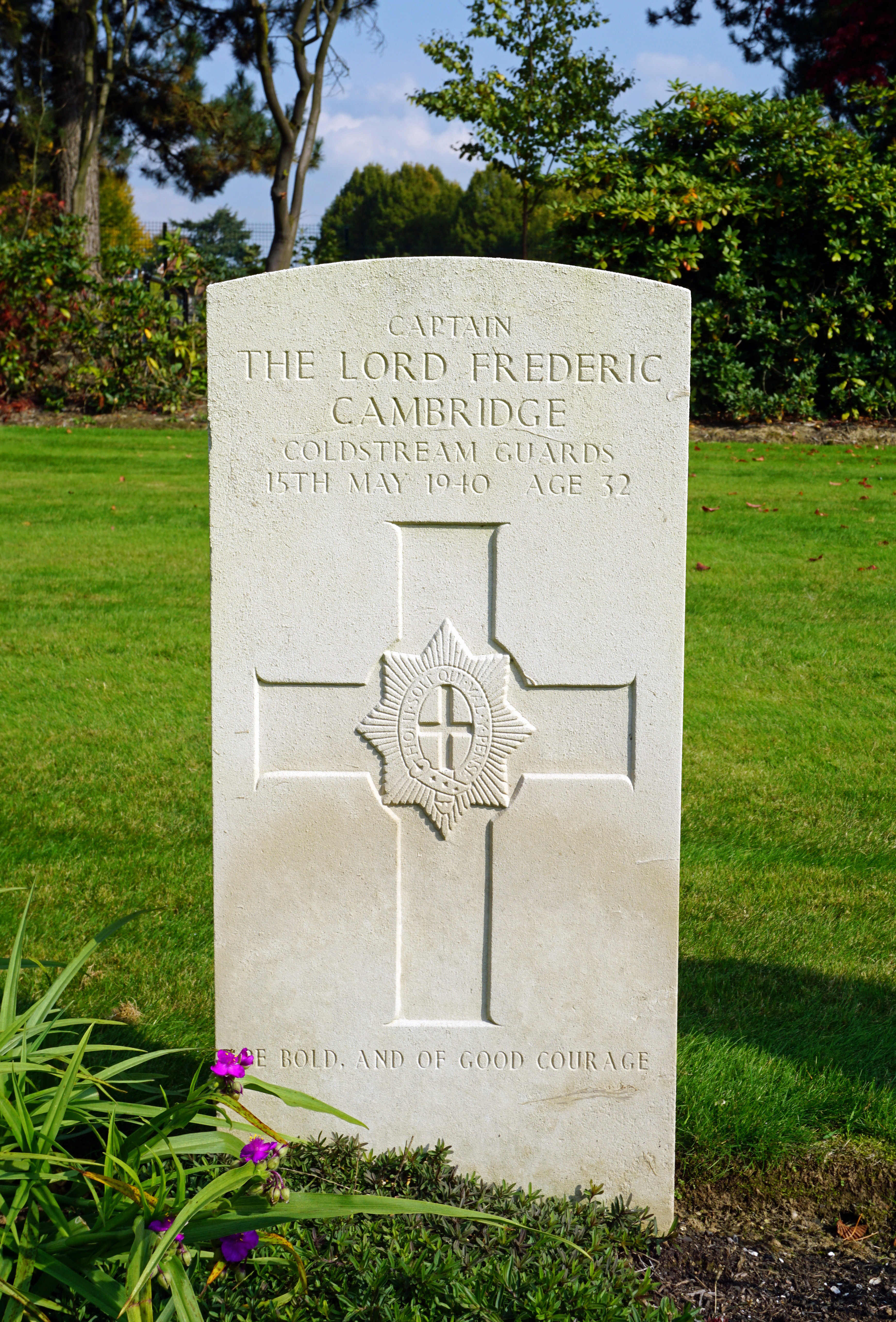
Могила Фредерика

Лорд Фредерик Кембридж (англ. Lord Frederick Cambridge, Фредерик Текский, англ. Frederick of Teck; 24 сентября 1907, Вена — 15 мая 1940, Лёвен) — британский аристократ. Младший ребёнок Адольфа Кембриджа, 1-го маркиза Кембридж.

## Биография
Фредерик родился 24 сентября 1907 года в Вене. Он принадлежал к Текскому дому, морганатической ветви Вюртембергского дома. На момент рождения, его отец был 2-м герцогом Текским.
Он обучался в школе Ландгроув. Затем окончил Кембриджский университет.
Во время Первой мировой войны, антигерманские настроения в Соединенном Королевстве привели к тому, что дядя Фредерика, король Георг V, изменил название королевского дома с немецкого, Саксен-Кобург-Готского на более английское Виндзоры. Король также отказался от всех своих германских титулов за себя и всех членов британской королевской семьи.
Герцог Текский также отказался от титула, посредством Королевского Указа от 14 июля 1917 года, и обращения «Его Высочество». Адольф, вместе со своим братом, Александром Текским (1874—1957), принял фамилию Кембридж, в честь своего деда, Адольфа, герцога Кембриджского. Фредерик стал известен как лорд Фредерик Кембридж.
Фредерик служил капитаном в Колдстримской гвардии. Погиб в бою в Бельгии 15 мая 1940 года, во время Французской кампании. Он похоронен на военном кладбище Хеверли.